# MyScience
 (août 2025).
Si vous disposez d'ouvrages ou d'articles de référence ou si vous connaissez des sites web de qualité traitant du thème abordé ici, merci de compléter l'article en donnant les références utiles à sa vérifiabilité et en les liant à la section « Notes et références ».
 (août 2025).
Motif : manque de sources secondaires centrées
- Archive Wikiwix
- Bing
- Cairn
- DuckDuckGo
- E. Universalis
- Gallica
- Google
- G. Books
- G. News
- G. Scholar
- Persée
- Qwant
- (zh) Baidu
- (ru) Yandex
- (wd) trouver des œuvres sur Wikidata

| 1. | Préciser le motif de la pose du bandeau. | Précisez le motif de la pose du bandeau en utilisant la syntaxe suivante : {{admissibilité à vérifier\|date=août 2025\|motif=remplacez ce texte par le motif}}                 |
| 2. | Informer les utilisateurs concernés.     | Pensez à avertir le créateur de l'article, par exemple, en insérant le code ci-dessous sur sa page de discussion : {{subst:avertissement admissibilité à vérifier\|MyScience}} |

Le réseau myScience est composé d'un site international, www.myscience.org, et de portails nationaux consacrés à la recherche et à la science. Le réseau myScience compte aujourd'hui des portails pour les pays suivants : Autriche, Allemagne, Belgique, Canada, Espagne, Grande-Bretagne, France et Suisse.
myScience est un réseau destiné aux chercheurs et scientifiques. myScience donne une vue d'ensemble des sciences, du financement, de la recherche scientifique, des universités et d'autres établissements de recherche en Suisse et fournit des informations pratiques ainsi que le portail de l'emploi pour les scientifiques et universitaires.
Le réseau myScience est visité par environ 3 000 scientifiques et universitaires chaque jour[réf. nécessaire]. myScience.ch a été reconnu par le magazine de la technique Anthrazit comme faisant partie des 200 meilleurs sites Web de Suisse en 2009.
myScience compte parmi ses utilisateurs des universités (Institut Pasteur, Université de Genève, Université de Fribourg, Université de Berne, Haute école de Lucerne (HSLU), HES-SO, FHNW (de), École polytechnique fédérale de Zurich, École polytechnique fédérale de Lausanne, etc.), des centres de recherche (Société Max Plank, EMPA, EAWAG, etc.) et des entreprises actives dans la recherche scientifique (Hoffmann-La Roche, Givaudan, BASF, etc.).

## Partenaires
- EPFL
- Université de Genève
- Université du Liechtenstein[3]
- Université de Fribourg
- Haute École de Lucerne
- Haute École spécialisée de Suisse occidentale Genève
- EURAXESS
- Fachhochschule Nordwestschweiz (de)[4]
- Plattform Networking for Jobs[5]
- Prospective Media Services[6]

## Enregistrements officiels de la marque myScience
myScience est une marque déposée auprès de l'Institut fédéral de la propriété intellectuelle marque numéro 594783 par Scimetrica Sàrl à Berne, Suisse. myScience est également une marque déposée dans l'Union européenne et aux USA.

## Identifiant International des Publications en Série / International Standard Serial NumberISSN
- myScience.be Belgique :  (ISSN 2813-2688)
- myScience.ch Suisse :  (ISSN 2813-2580)
- myScience.ca Canada :  (ISSN 2813-2696)
- myScience.fr France :  (ISSN 2813-270X)
- myScience.org International :  (ISSN 2813-2734)